# Poblana
Poblana is een geslacht van straalvinnige vissen uit de familie van de koornaarvissen (Atherinopsidae).

## soorten
- Poblana alchichica de Buen, 1945
- Poblana ferdebueni Solórzano & López, 1965
- Poblana letholepis Alvarez, 1950
- Poblana squamata Alvarez, 1950